# Racine latérale du nerf médian
La racine latérale du nerf médian est avec le nerf musculo-cutané une des branches terminales du faisceau latéral du plexus brachial.
C'est l'une des deux racines du nerf médian lui distribuant les racines C5, C6 et C7 du plexus brachial.